# Retrato de Mademoiselle Suzette Lemaire
Retrato de Mademoiselle Suzette Lemaire (1880) es un cuadro al pastel del pintor francés Édouard Manet en el que realiza un retrato de perfil de la señorita Suzette Lemaire ( 1866 – 19??) hija de la reconocida pintora francesa Madeleine Lemaire a quien Robert de Montesquiou llamaba la “Emperatriz de las Rosas” además de una reconocida ilustradora de libros franceses. 
Suzette Lemaire, igual que su madre, fue coleccionista de obras de arte y se relacionaba con el mundo político del París de fines del siglo XIX. Tuvo además amistad con el escritor Marcel Proust y fue en un par de oportunidades modelo de Édouard Manet que la retrató en  Retrato de Mademoiselle Suzette Lemaire y Suzette Lemaire, ambas obras pintadas al pastel.